# Kolozsvári Grandpierre Emil
Kolozsvári Grandpierre Emil (Kolozsvár, 1907. január 15. – Budapest, 1992. május 11.) magyar író, műfordító és kritikus.

## Élete
Francia eredetű erdélyi családban született, dr. Grandpierre Emil és Krassowszky Janka Margit gyermekeként Kolozsváron, 1907-ben, református vallásban. 1924-ben Budapestre költözött. A pécsi Erzsébet Tudományegyetem Bölcsészettudományi Karán diplomázott, olasz-francia és filozófia szakon. 24 éves korában, 1931-ben jelent meg első regénye A rosta címmel. 1932-ben az Új arcvonal, 1937-ben Új erdélyi antológia című gyűjteményes kötetekben szerepelt.
1934. április 22-én Budapesten feleségül vette a római katolikus Hönich Lenke Máriát, Hönich Henrik és Beck Irén leányát. Házasságuk azonban 1943-ban válással végződött. Második felesége Szegő Magda könyvtáros, műfordító (sírköve mellékelt képén mint MAGDA szerepel)
Dolgozott többek közt a Statisztikai Hivatalban, az Iparművészeti Iskolában, valamint a Magyar Rádió dramaturgiai osztályán. 1941-től 3 éven keresztül a Franklin Társulat Kiadóvállalatának lektora volt. A második világháború után szovjet hadifogságba került, onnan visszatérvén a Magyar Rádió Irodalmi Osztályának vezetője majd helyettes műsorigazgatója lett 1949-ig. 1950-től 1951-ig a Hungária, illetve a Szépirodalmi Könyvkiadó lektoraként dolgozott.
1956 után kezdődött érett írói korszaka, sorra jelentek meg esszékötetei: az Utazás a valóság körül, az Eretnek esszék és A beton virágai. Kétszer nyerte el a Baumgarten-díjat (1941, 1944) és a József Attila-díjat (1964, 1975), valamint 1980-ban Kossuth-díjat kapott. Életműve a Magvető Könyvkiadónál jelent meg.

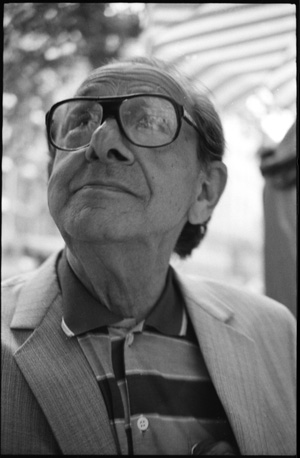
Budapesten 1989-ben

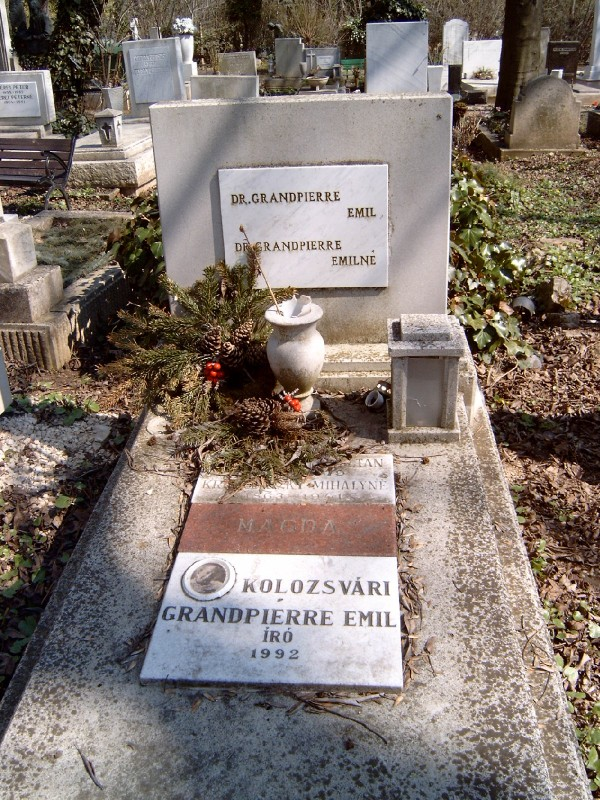
Sírja Budapesten. Farkasréti temető: 7/4-1-103.

## Főbb művei
- A rosta (regény, 1931)
- Ifj. Grandpierre Emil: Az olasz ismeretelméleti dráma; Gerő Ny., Bp., 1933 (Specimina dissertationum Facultatis Philosophicae Regiae Hungaricae Universitatis Elisabethinae Quinqueecclesiensis)
- Dr. Csibráky szerelmei (regény, 1937)
- A nagy ember; Franklin, Bp., 1937
- Alvajárók (regény, 1938)
- Tegnap (regény, 1940)
- A sárgavirágos leány; Franklin, Bp., 1941
- Szabadság (regény, 1945)
- Lófő és kora; Hungária, Bp., 1946
- Lelki finomságok. Négy elbeszélés; Parnasszus, Bp., 1947 (Parnasszus könyvtár)
- A tőzsdelovag. Vígjáték Balzac nyomán; Budapest Irodalmi Intézet, Bp., 1947 (Szabad színpad)
- Az értelem dícsérete. Vallomás a francia szellemről; Budapest Irodalmi Intézet, Bp., 1947 (Új könyvtár)
- Mérlegen. Regény; Szépirodalmi, Bp., 1950
- Nem vagy egyedül; MDP, Bp., 1951 (Népnevelők kiskönyvtára)
- A csillagszemű (regény, 1953)
- Mesék, történetek. Negyvenöt magyar író a gyermekeknek; szerk. Hárs László, Kolozsvári Grandpierre Emil, ill. Györffy Anna, Szecskó Tamás; Ifjúsági, Bp., 1953
- A förgeteges menyasszony. Vidám játék; ill. Kass János; Művelt Nép, Bp., 1954 (Színjátszók könyvtára)
- A csodafurulya. Magyar népmesék; ill. Reich Károly; Ifjúsági, Bp., 1955 (Iskolai könyvtár)
- A törökfejes kopja (történelmi regény, 1955)
- Elmés mulatságok. Anekdóták; ill. Győry Miklós; Szépirodalmi, Bp., 1955
- A halhatatlanságra vágyó királyfi (mese, 1956)
- A csillagszemű. Regény, 1–2.; utószó Réz Pál, ill. Kondor Lajos; 3., átdolg. kiad.; Szépirodalmi, Bp., 1956
- A bűvös kaptafa (regény, 1957)
- A tisztesség keresztje (elbeszélések, 1957)
- Mackókönyv; ill. Mallász Gitta; Ifjúsági, Bp., 1957 (Liliputi könyvtár)
- A boldogtalanság művészete (regény, 1958)
- Folton folt király; ill. Csohány Kálmán; Móra, Bp., 1958
- Legendák nyomában. Irodalmi] tanulmányok; utószó Horváth Zsigmond; Szépirodalmi, Bp., 1959
- Csinnadári a királyné szolgálatában; ill. Hegedüs István; Móra, Bp., 1960
- A gyalogtündér (mesék, 1961)
- Egy szereplő visszatér; ill. Bartha László; Szépirodalmi, Bp., 1961
- Párbeszéd a sorssal (regény, 1962)
- A szarvas királykisasszony; szöveg K. Grandpierre Emil, rajz Gábor Éva; Móra, Bp., 1963
- A lóvátett sárkány. Vidám népmesék; ill. Heinzelmann Emma; Szlovák Szépirodalmi, Bratislava, 1963
- Csendes rév a háztetőn (regény, 1964)
- Az aquincumi Vénusz; ill. Takács Zoltán; Magvető, Bp., 1965 (Vidám könyvek)
- A burok. Regény; ill. Keserü Ilona; Zrínyi Ny., Bp., 1965 (Kozmosz könyvek)
- Eljegyzés mai módra (novellák, 1966)
- Változatok hegedűre; ill. Keserü Ilona; Magvető, Bp., 1967
- Arcok napfényben; Szépirodalmi, Bp., 1967
- A burok és más történetek; Magvető, Bp., 1968
- Dráma félvállról. Regény; Magvető, Bp., 1969
- Utazás a valóság körül (tanulmányok, 1969)
- Nők apróban (regény, 1970)
- Szellemi galeri (regény, 1971)
- Keresztben az úton; Szépirodalmi, Bp., 1971
- Az utolsó hullám; Magvető, Bp., 1973
- A burok és még két kisregény; Magvető, Bp., 1973 (Magvető zsebkönyvtár)
- Harmatcseppek. Regény; Magvető, Bp., 1974
- Táguló múlt; Magvető, Bp., 1975
- A szerencse mostohafia (életrajzi regény, 1976)
- Négy-öt magyar összehajol; Magvető, Bp., 1976 (Gyorsuló idő)
- Változó felhőzet. Válogatott novellák; Magvető, Bp., 1977 (Grandpierre Emil összegyűjtött művei)
- Hullámtörők; Magvető, Bp., 1978
- Béklyók és barátok (önéletrajzi regény, 1979)
- Herder árnyékában; Magvető, Bp., 1979 (Gyorsuló idő)
- A szeplős Veronika. Kisregények, novellák, szatírák, tükörcserepek; Magvető, Bp., 1980
- Árnyak az alagútban (önéletrajzi regény, 1981)
- Egy házasság előtörténete (regény, 1982)
- Eretnek esszék (1984)
- Összefüggések. A körülmények regénye; Magvető, Bp., 1985
- A rosta; Magvető, Bp., 1985
- Emberi környezet (családregény, 1986)
- Bolondos mesék (1987)
- A beton virágai (esszék, 1988)
- Harminc kalap, harminc majom; ill. Navratil Zsuzsa; Móra, Bp., 1988
- Egy potenciavadász följegyzései az összeomlás után (elbeszélések, 1989)
- Szépen gondolj rám! Egy szerelem története; Új Idő, Bp., 1990
- A két kicsi bocs meg a róka. Foglalkoztató mesekönyv Kolozsvári Grandpierre Emil meséje nyomán; ill. Dékány István; s.n., s.l., 1990
- A kárhozat angyala (kisregények, 1990)
- Villanások és összefüggések. Az elfoglalt ember könyve; Magvető, Bp., 1990
- Örömalma. Magyar népmesék; vál., szerk. Pataki Istvánné; Auktor–Saxum, Bp., 1998
- Polgári szerelem. Elbeszélések; vál., utószó Réz Pál; Osiris, Bp., 2000 (Millenniumi könyvtár)
- A lóvátett sárkány; ill. Reich Károly; Osiris, Bp., 2007

## Díjai, elismerései
- Baumgarten-díj (1940, 1944)
- József Attila-díj (1964, 1975)
- Munka Érdemrend, arany fokozat (1977)
- Kossuth-díj (1980)
- A Magyar Köztársasági Érdemrend középkeresztje (1992)